# Ystradgynlais
Ystradgynlais är en ort och community i Powys i Wales. 
Vid folkräkningen 2011 hade orten, som även omfattar delar av kringliggande communities, 10 248 invånare, och communityn, som även omfattar kringliggande landsbygd, 8 092 invånare.

## Kända personer från Ystradgynlais
- Eve Myles (1978–), skådespelerska